# بیرکنس
بیرکنس (به لاتین: Birkenes) یک شهرداری در نروژ است که در اوست اگدر واقع شده‌است. بیرکنس ۶۷۴٫۲۱ کیلومتر مربع مساحت و ۵٬۱۷۸ نفر جمعیت دارد.